# Zum aufrichtigen Herzen

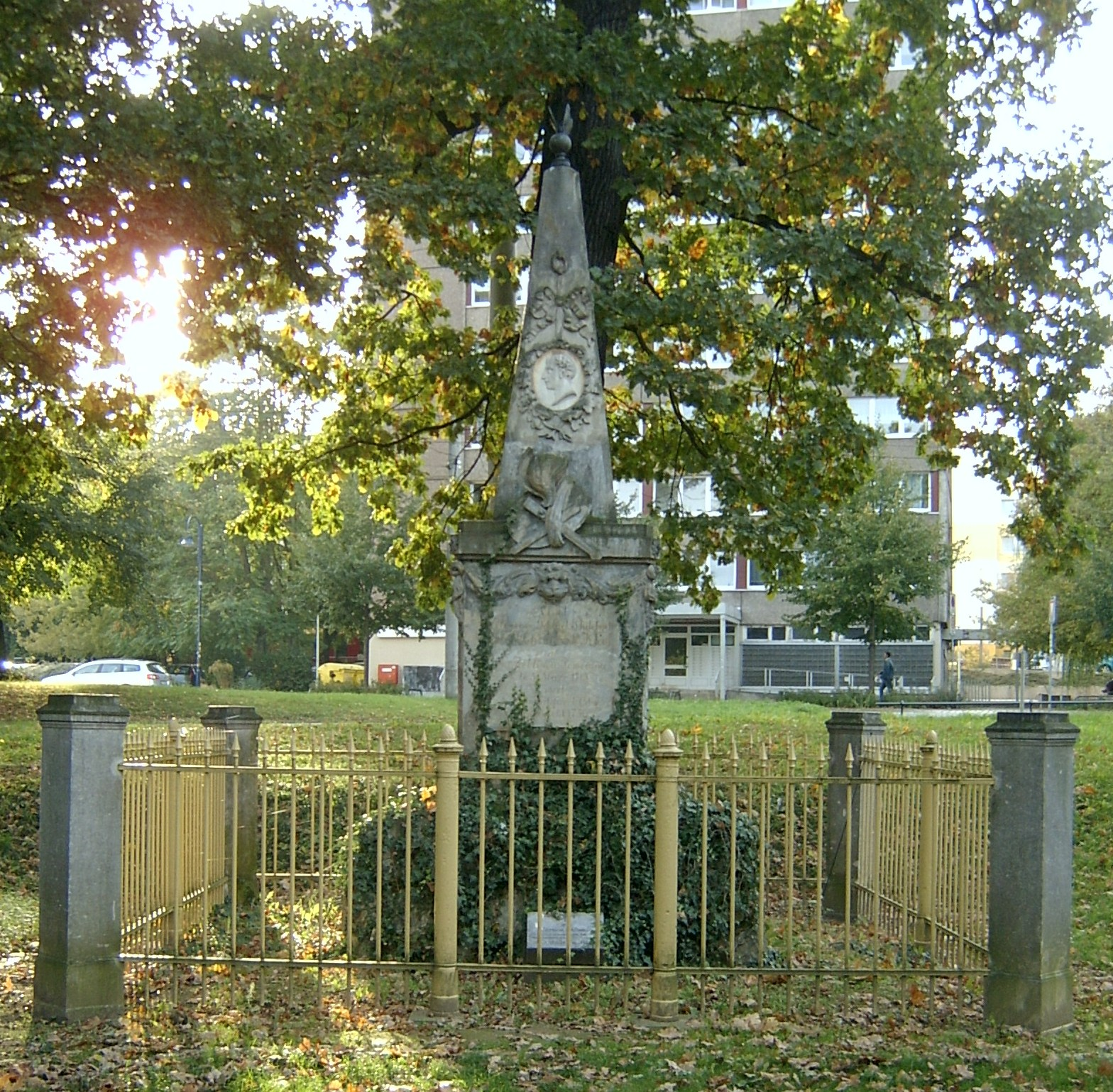
Pomnik Ewalda Christiana von Kleista we Frankfurcie nad Odrą ufundowany przez lożę

Zum aufrichtigen Herzen – loża wolnomularska z siedzibą przy Logenstrasse 6 we Frankfurcie nad Odrą. Należy do Große National-Mutterloge "Zu den drei Weltkugeln".
Jej staraniami w 1780 r. w jednym z parków we Frankfurcie wzniesiono pomnik Ewalda Christiana von Kleista.